# Pterostichus lama
Pterostichus lama är en skalbaggsart som beskrevs av Ménétriés. Pterostichus lama ingår i släktet Pterostichus och familjen jordlöpare. Inga underarter finns listade i Catalogue of Life.